# Мальцев, Константин Сергеевич
Константин Сергеевич Мальцев (род. 24 марта 1984, Орджоникидзе) — российский религиозный деятель, священнослужитель Русской православной церкви, иерей, проповедник, настоятель храма новомучеников и исповедников Церкви русской станицы Ленинградская Ейской и Тимашевской епархии, настоятель строящегося храма в честь Покрова Пресвятой Богородицы хутора Белый.

## Биография
Родился 24 марта 1984 года в городе Орджоникидзе (ныне — Владикавказ). Рос и воспитывался в церковной семье. Отец — протоиерей Сергий Иванович Мальцев, настоятель храма великомученика Георгия Победоносца в Беслане. Мать — Нина Анатольевна Мальцева, повар в том же храме. Константин был крещён в храме Покрова Пресвятой Богородицы, Екатеринодарской и Кубанской митрополии.
В 2003 году окончил Владикавказское училище искусств имени Валерия Гергиева по специальности учитель музыки, дирижёр хоровых коллективов.
В 2006 году окончил факультет экономики и управления и факультет урбанистики и городского хозяйства Московского политехнического университета.
Рукоположен в сан диакона 6 апреля 2008 года епископом Тихоном в храме Георгия Победоносца в Краснодаре. В сан иерея — 24 мая 2008 года в кафедральном соборе Митрополитом Екатеринодарским и Кубанским Исидором.
В 2015 году окончил Екатеринодарскую духовную семинарию, специалист в области православного богословия.
В 2016 году окончил бакалавриат Армавирского государственного педагогического университета по направлению подготовки «Психолого-педагогическое образование».
В 2020 году окончил богословско-пастырский факультет Санкт-Петербургской духовной академии.
Служил в рядах Российской армии в сухопутных войсках.
Женат, двое детей.

## Деятельность
Помимо основной деятельности в храме, также активно занимается общественной деятельностью, преподаёт в Ленинградском детском доме, является постоянным членом районной комиссии по делам с несовершеннолетними при главе администрации.
Является помощником благочинного по молодёжной работе Уманского благочиния, преподаватель Закона Божьего в воскресной школе храма новомучеников и исповедников церкви русской и в воскресной школе на базе детского дома станицы Ленинградской.
Руководитель молодёжного православного центра «Уманский Благовест».
В 2010 году создал YouTube-канал «Православный канал Боголюб», а в 2018 году — YouTube-канал «Батюшка Love» по благословению епископа Ейского и Тимашевского Германа.
Является одним из самых популярных священников в TikTok, имеет более 700 тысячи подписчиков.
Принимал участие в эфирах на радио «Радио Вера», «Москва FM», «Казак FM», телеканалах «Спас», «Союз», «Кубань 24» и других.

## Награды
Церковные награды
- Камилавка
- Наперсный крест

Светские награды
- Знак креста «Николай II» за духовное возрождение казачества
- Наградной знак «За содействие МВД»
- Наградной знак «За участие в спасении сограждан при пожаре»